# 鏈球菌快速檢測
鏈球菌快速檢測（英文：Rapid strep test，簡稱RST）是臨床上廣泛用於輔助診斷链球菌性咽炎的快速抗原偵測檢驗（RADT），該病的致病原為A群鏈球菌（GAS）。目前有數種在使用中的RST，雖然每種都採用不同的技術，但都是由喉試樣採集的樣本偵測患者是否有GAS的抗原。

## 醫療用途
鏈球菌快速檢測（RST）能協助臨床醫師判斷是否要開立抗生素給咽炎（最常見的喉部感染）的病人，咽炎大部分為病毒感染，但細菌感染仍為數不少（小孩約20%至40%，成人約5%至15%）。病毒和細菌感染的症狀常常難以區分，但細菌感染者能以抗生素快速治癒。由於多數細菌性咽炎的致病原為A群鏈球菌（GAS），因此患者的喉嚨存在該菌可作為開立抗生素的必要條件。鏈球菌性咽炎是一種自限性感染，通常在沒有藥物治療下會在一週內緩解，但抗生素能縮短疾病的病程和嚴重度，並降低少見但嚴重的併發症風險。
RST也有公共衛生上的好處。防止抗生素的濫用除了能避免對患者產生不必要的副作用，也能減少抗藥性細菌的產生。藉由鑑別感染是否為細菌造成有助於減少病毒感染患者誤用抗生素的機率。
部分臨床指引建議對咽炎的患者進行RST，但部分則否；其中美國的指引相較於歐洲較推薦使用RST。RST的使用或許在第三世界國家中最有幫助，因為該處的鏈球菌感染併發症較多，但這些地區的使用情形仍未被研究。
RST之外，喉試樣微生物培養是另一種可靠且不貴的替代方法，對於感染源的鑑別具有高敏感性和高特異性。但微生物培養需要特殊的設備，且要48小時才能確認結果；相較之下，RST只需要數分鐘。

## 檢驗方法
首先需用醫用棉片碰觸喉部以採集黏膜樣本。在多數的RST中，這些樣本會和含有GAS抗體的反應劑接觸，若有產生特定可見的反應，則會被判為陽性。目前有三種主要的RST：第一種為1980年代開發出的乳膠吸附試驗，目前幾乎已不使用，此種方法採用覆有抗原的乳膠圓珠，若患者樣本中有GAS抗體，圓珠就會凝集；第二種為目前最廣泛使用的側層流試驗，樣本置於一條硝化纖維試紙上，若樣本中有GAS抗原，試液就會與試紙上的抗體結合而形成一條可見的線條；第三種為光學免疫分析法，為目前最新且最昂貴的技術，該方法將樣本與標記過的抗體混合，接著再與試紙上特殊的受質反應，若有GAS抗原存在，反應就會使試紙的顏色改變。

## 結果判讀
RST對GAS存在的特異性至少有95%，部分研究的資料甚至接近100%；因此若檢驗結果為陽性，則GAS非常有可能存在。然而5%到20%的人雖然喉部有GAS，但卻沒有任何症狀，因此GAS的存在不代表它是咽炎的致病原。側層流試驗的敏感度較低（約65%至80%），所以陰性結果不代表患者沒有链球菌性咽炎；相比之下，細菌培養有高達90%到95%的敏感度。而新一代的光學免疫分析法則有高達94%的敏感度。
雖然RST無法分辨GAS是否為感染的元兇，但主流意見建議對RST陽性的喉嚨痛患者開立抗生素。美國的醫療指引建議對RST陰性的患者做細菌培養和後續追蹤，但歐洲的指引則建議將其視為非鏈球菌感染處理。